# Aristarchos von Samos
Aristarch(os) von Samos (griechisch Ἀρίσταρχος [ὁ Σάμιος] Arístarchos [ho Sámios]; * um 310 v. Chr. auf Samos; † um 230 v. Chr.) war ein griechischer Astronom und Mathematiker.
Er war ein Schüler von Straton von Lampsakos, dem Leiter der Schule des Aristoteles in Athen, und einer der ersten griechischen Astronomen, die das heliozentrische Weltbild vertraten, wonach die Sonne und nicht die Erde im Zentrum des Weltalls steht. Daher gilt er auch als der „griechische Kopernikus“. Er stieß mit seiner Theorie jedoch kaum auf Anerkennung (Ausnahme: Seleukos von Seleukia), so dass seine Vorstellungen im Schatten der Arbeiten von Aristoteles und Ptolemäus standen.

## Astronomie

### Heliozentrisches Weltbild

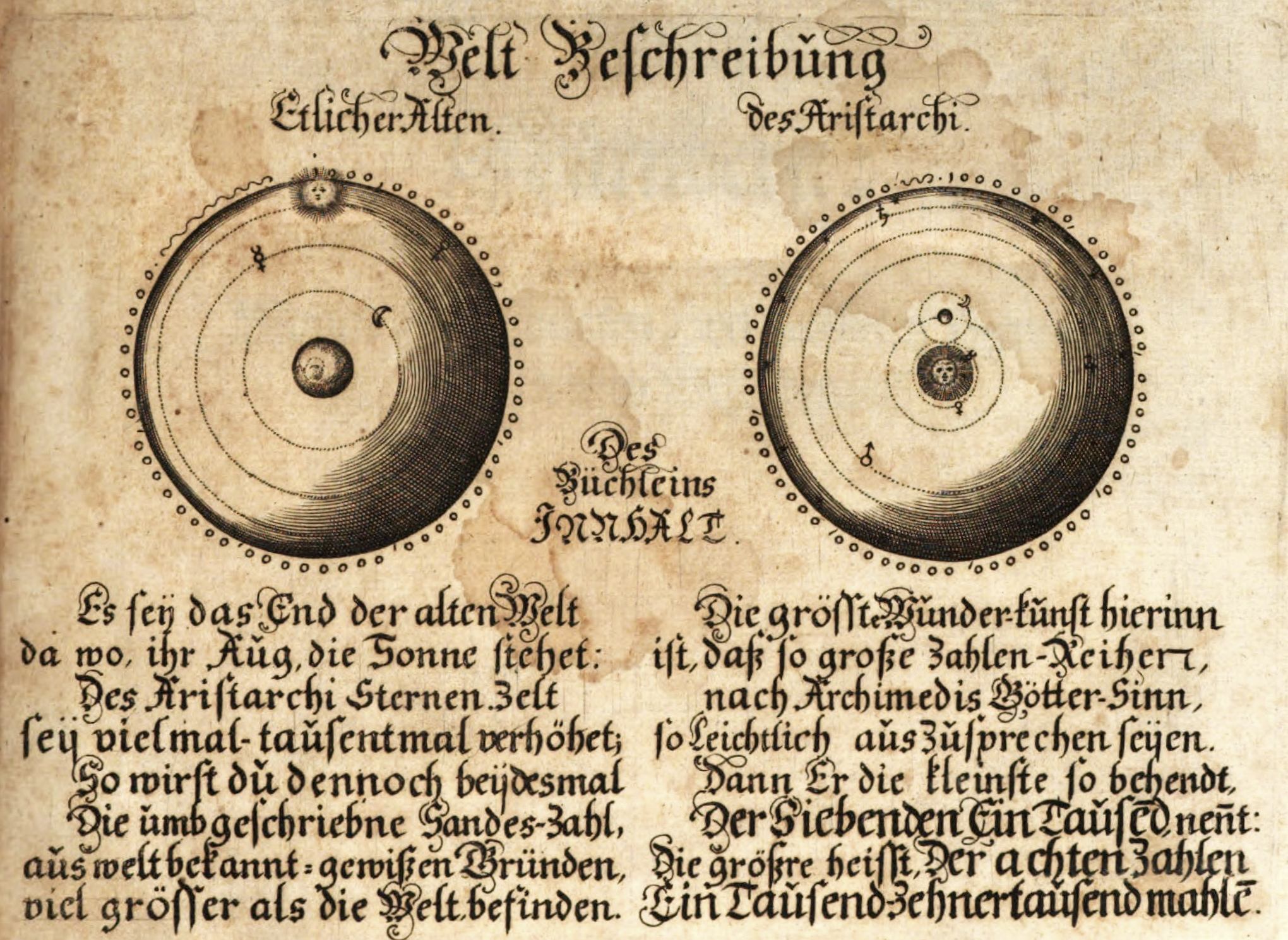
Vergleich des geo- und heliozentrischen Weltbilds nach Aristarchos gemäß Darstellung von Johann Christoph Sturm, 1667

Das einzige Werk Aristarchs, das erhalten geblieben ist, trägt den Titel Über die Größen und Abstände von Sonne und Mond, in dem er trigonometrische Methoden verwendete, um Durchmesser und relative Entfernungen zu bestimmen. Durch spätere Zitate anderer Gelehrter ist bekannt, dass er in einem anderen Buch die Hypothese eines heliozentrischen Weltbilds vertrat. So schreibt Archimedes in seinem Werk Der Sandrechner:

„Du, König Gelon, weißt, dass ‚Universum‘ die Astronomen jene Sphäre nennen, in deren Zentrum die Erde ist, wobei ihr Radius der Strecke zwischen dem Zentrum der Sonne und dem Zentrum der Erde entspricht. Dies ist die allgemeine Ansicht, wie du sie von Astronomen vernommen hast. Aristarch aber hat ein Buch verfasst, das aus bestimmten Hypothesen besteht, und das, aus diesen Annahmen folgernd, zeigt, dass das Universum um ein Vielfaches größer ist als das ‚Universum‘, welches ich eben erwähnte. Seine Thesen sind, dass die Fixsterne und die Sonne unbeweglich sind, dass die Erde sich um die Sonne auf der Umfangslinie eines Kreises bewegt, wobei sich die Sonne in der Mitte dieser Umlaufbahn befindet, und dass die Sphäre der Fixsterne, deren Mitte diese Sonne ist und innerhalb derer sich die Erde bewegt, eine so große Ausdehnung besitzt, dass der Abstand von der Erde zu dieser Sphäre dem Abstand dieser Sphäre zu ihrem Mittelpunkt gleichkommt.“

Als Konsequenz daraus leitete er ab, dass, wenn nicht die Erde, sondern die Sonne im Zentrum steht, eigentlich eine Parallaxe zu beobachten wäre. Das Erscheinungsbild des Sternhimmels müsste sich abhängig von der aktuellen Position während eines Umlaufs der Erde um die Sonne verändern. Das Fehlen der Parallaxe erklärte er durch eine unvorstellbar große Entfernung zu den Fixsternen, gegenüber der der Durchmesser der Erdbahn verschwindend klein sei. Tatsächlich ist diese Parallaxe selbst bei den sonnennächsten Sternen kleiner als eine Bogensekunde und daher mit bloßem Auge nicht feststellbar. Diese anscheinend fehlende Parallaxe war das Hauptargument gegen Aristarchs Modell. Die Fixsternparallaxe wurde erst 1838 mit Teleskopen nachgewiesen.
Die möglichen persönlichen Konsequenzen für Aristarch deutet Plutarch im Dialog Über das Mondgesicht an:

„Kleanthes [ein Zeitgenosse Aristarchs] glaubte, es sei die Pflicht der Griechen, Aristarch von Samos wegen Gottlosigkeit anzuklagen, dafür, dass er den Herd des Universums [die Erde] in Bewegung versetzt habe, da er die Phänomene zu retten trachtete, indem er annahm, der Himmel befände sich in Ruhe und die Erde drehe sich in einem schiefen Kreis und rotiere dabei um ihre eigene Achse.“

### Größe des Mondes

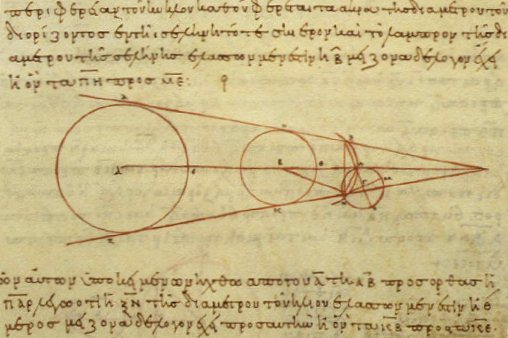
Aristarchs Berechnungen der Größen von Erde, Sonne und Mond
(Abschrift aus dem 10. Jahrhundert)

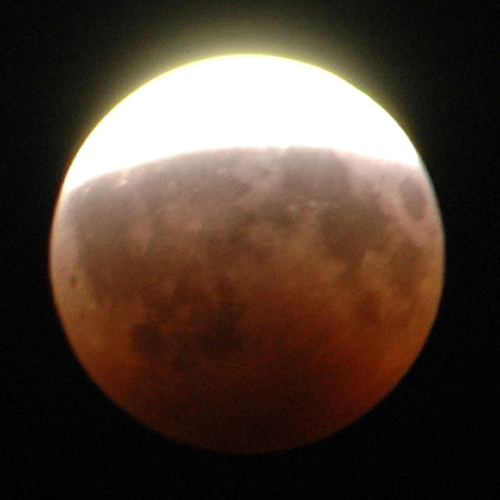
Partielle Mondfinsternis am 16. August 2008

Aristarch beobachtete, wie der Mond während einer Mondfinsternis durch den Erdschatten zog. Er schloss daraus, dass der Durchmesser der Erde 2,85-mal so groß sei wie der des Mondes. Tatsächlich beträgt dieser Faktor etwa 3,67.

### Entfernung zur Sonne
Aristarch erkannte, dass der Halbmond dadurch entsteht, dass das Sonnenlicht genau senkrecht zu unserer Blickrichtung auf den Mond fällt. Das Dreieck Sonne, Mond, Erde weist also bei Halbmond einen rechten Winkel auf:
Die Größe des Winkels {\displaystyle \varepsilon } zwischen Sonne und Mond hat Aristarch experimentell zu mindestens 87° bestimmt. Durch Zeichnen eines rechtwinkligen Dreiecks mit einem Winkel von 87° lässt sich nun das Verhältnis der Abstände Erde–Sonne und Erde–Mond bestimmen. Heutzutage kann man dieses Verhältnis natürlich auch trigonometrisch zu 1/cos(87°) ≈ 19,1 berechnen. Damit ist gezeigt, dass die Sonne mindestens 19-mal so weit von der Erde entfernt ist wie der Mond.
Tatsächlich ist die Sonne etwa 400 Mal so weit von der Erde entfernt wie der Mond. Dies entspricht einem Winkel {\displaystyle \varepsilon } von etwa 89° 51'. Das heißt gleichzeitig, dass von der Sonne aus gesehen Erde und Mond nur knapp neun Winkelminuten voneinander entfernt erscheinen.
Aristarch hat sicherlich bemerkt, dass der Winkel fast 90° beträgt. Das Ziel der Messung musste in diesem Fall die Antwort auf die Frage sein: Wie groß ist der Winkel mindestens? Nur daraus lässt sich eine verlässliche Aussage über den Mindestabstand der Sonne ableiten.
Da Sonne und Mond am Himmel etwa gleich groß erscheinen, schloss Aristarch, dass ihre tatsächliche Größe sich ebenfalls mindestens um den Faktor 19 voneinander unterscheiden müsse. Aus den genannten Gründen beträgt dieser Unterschied zwar in Wahrheit das 400-fache. Doch allein, dass nach Ansicht Aristarchs die Sonne weit größer als die Erde sein musste, war ein wichtiges Indiz für die Theorie, wonach ein so großer Himmelskörper sich auch im Zentrum des Universums befinden müsse – sofern die Sonne nicht, wie Aristarchs Gegner argumentierten, aus masselosem Äther besteht.
Vitruv erwähnt ihn als Erfinder einer Sonnenuhr in Halbkugelschalenform. Aristarch scheint auch eine Theorie von Finsternissen entwickelt zu haben, wie eine Bemerkung in einem anonymen Kommentar zu Homers Odyssee aus dem 2. Jahrhundert vor Christus nahelegt.

Denkmal Aristarchs an der Aristoteles-Universität Thessaloniki, Griechenland

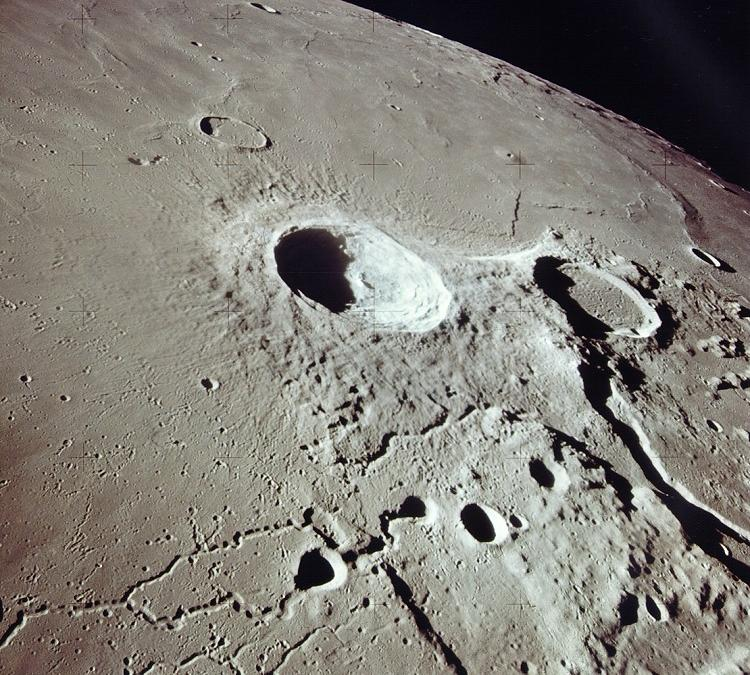
Der nach Aristarch benannte Mondkrater Aristarch

## Rezeption
Der einzige griechischsprachige Astronom, der den Ansichten Aristarchs folgte, war Seleukos von Seleukia, der wahrscheinlich aus Seleukia-Ktesiphon stammte. Aristarch stellte die Hypothese auf, dass die Erde sich um die Sonne bewegt und um ihre Achse rotiert. Seleukos soll den theoretischen Beweis dazu geliefert haben.
Erst ungefähr 1800 Jahre nach Aristarch wurde das heliozentrische Weltbild von Nikolaus Kopernikus erneut aufgegriffen und umfassend ausgearbeitet. Unter ausdrücklicher Bezugnahme auf Aristarch propagierte Kopernikus das heliozentrische Weltbild in seinem Werk De revolutionibus orbium coelestium (1543).
Der Mondkrater Aristarchus und der Asteroid (3999) Aristarchus sind nach dem Astronomen benannt.